# Chute de Savica
La chute de Savica, en slovène Slap Savica, est une chute d'eau de la vallée de Bohinj, dans le Parc national du Triglav en Slovénie. Sa hauteur varie en fonction des saisons.
L'archiduc Jean-Baptiste d'Autriche a visité la cascade de Savica en 1807. Un monument commémore sa visite.

## Galerie

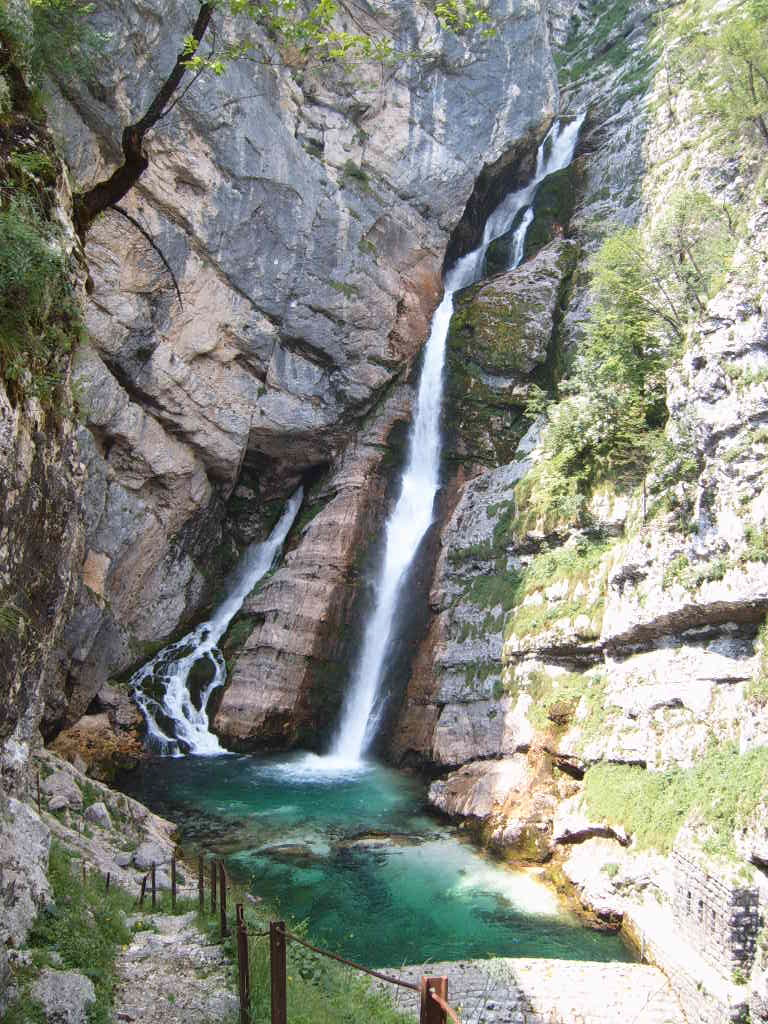
Vue du belvédère de la cascade.
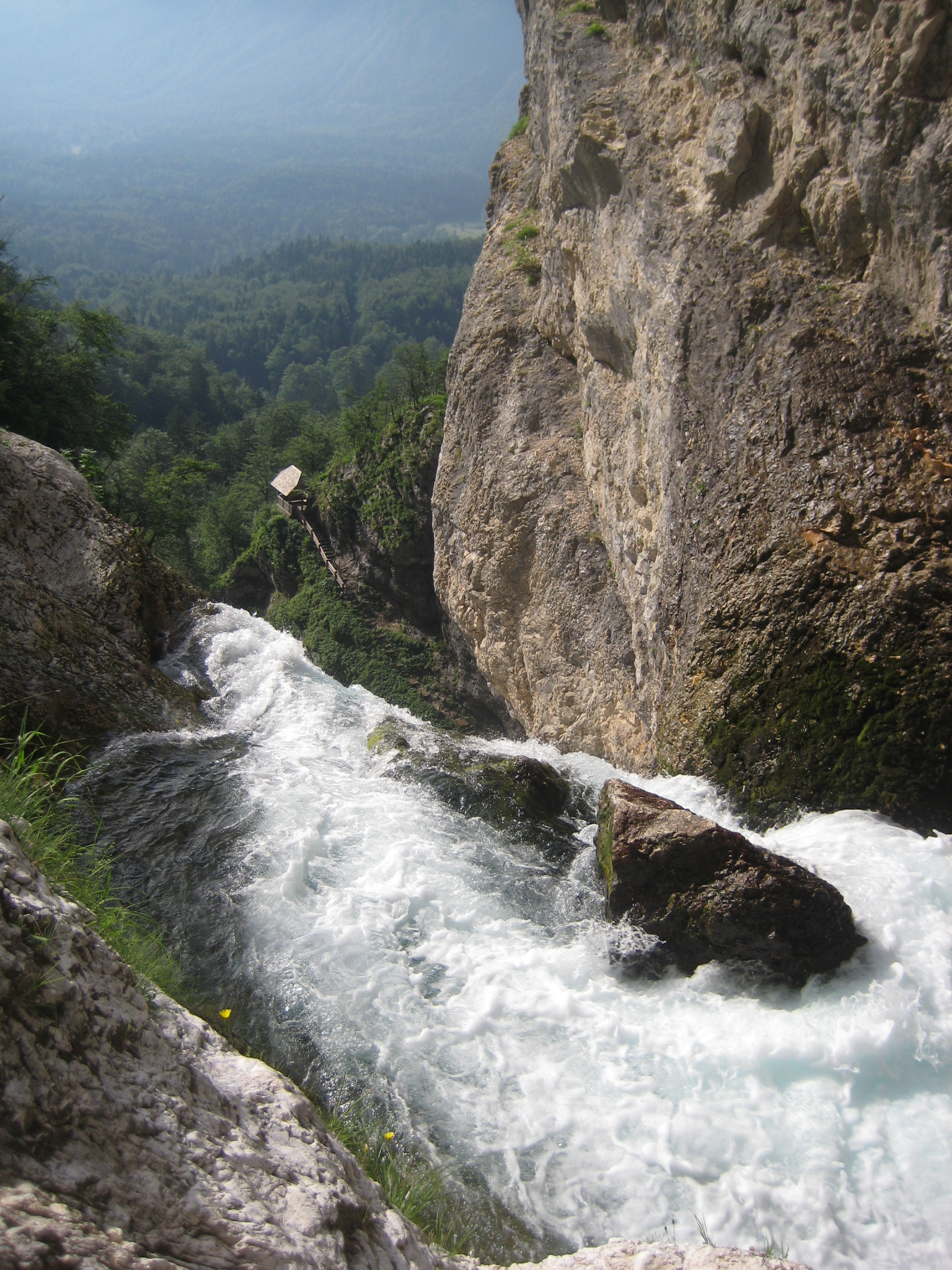
Vue depuis le haut de la cascade.
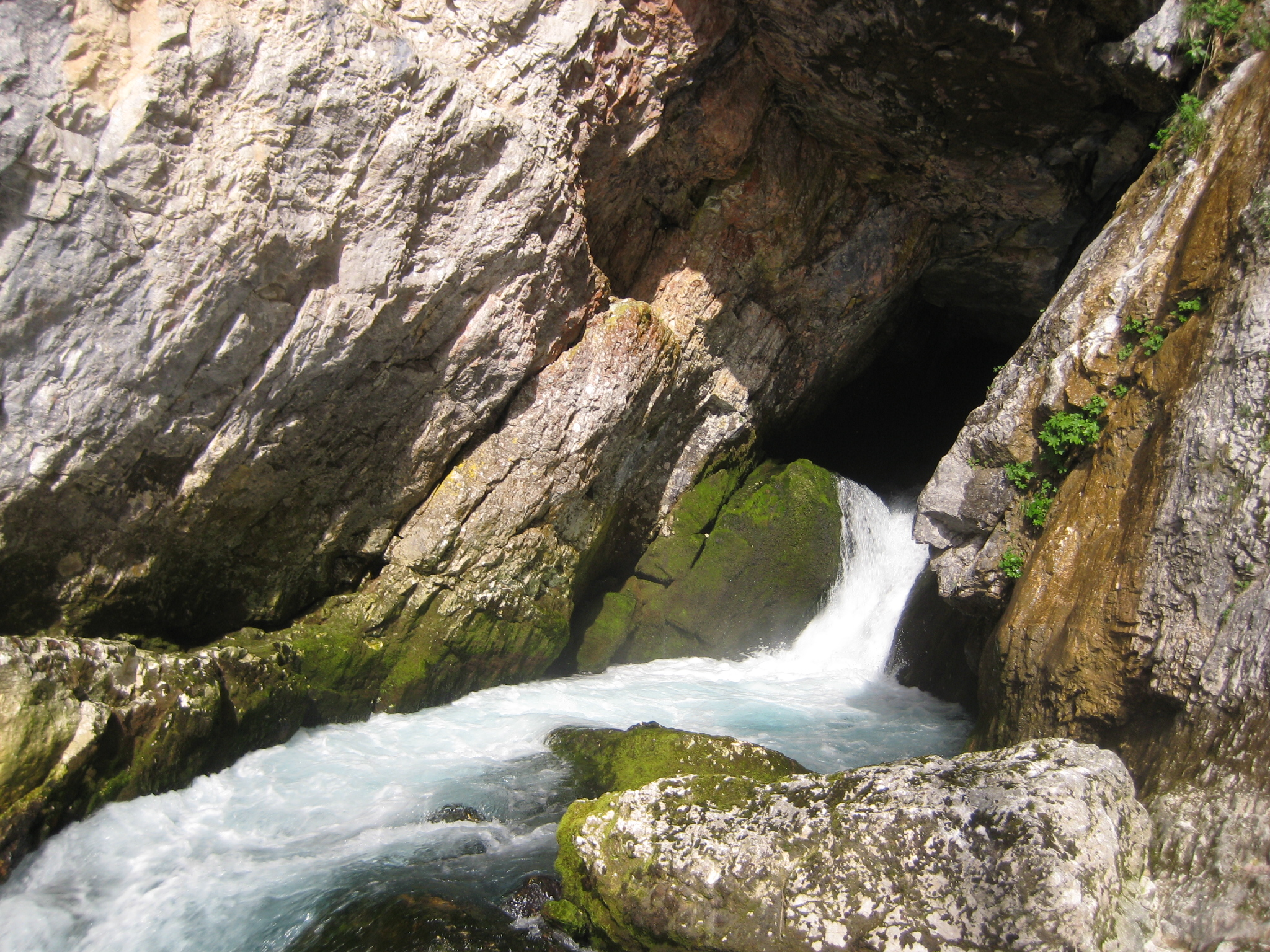
Sortie de la cascade de la grotte de calcaire.
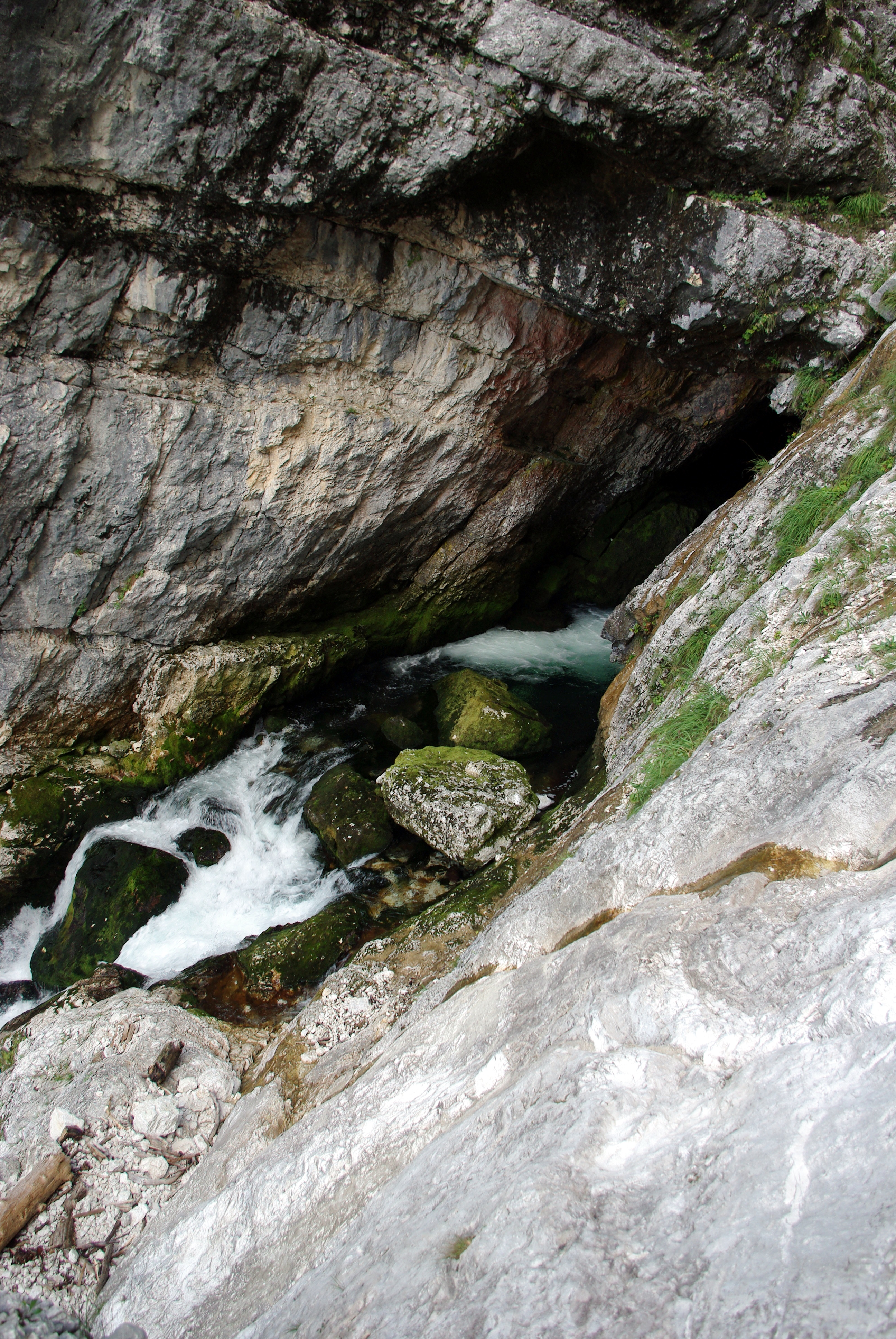
Sortie de la cascade.
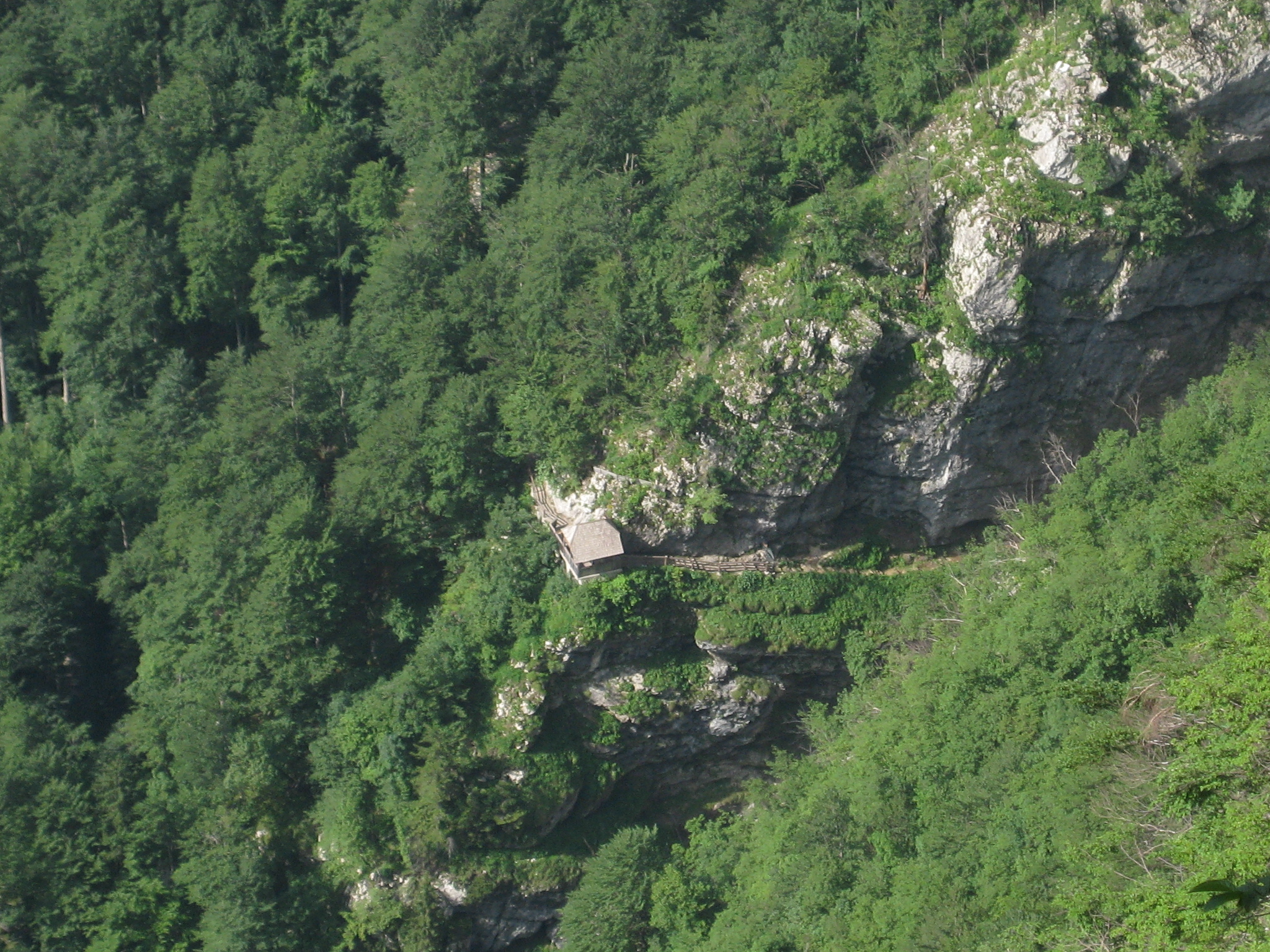
Vue depuis le haut du pavillon de visualisation et le canyon.

## Sources